# Església de Dartlo
L'església de Dartlo (en georgià: დართლოს ეკლესია) és una església situada als afores del poble de Dartlo, al municipi d'Akhmeta, a la regió de Tutxètia de Geòrgia. L'església té l'estatus de Monument Cultural destacat de Geòrgia. Es troba actualment en restauració i s'espera que torni a estar activa.

## Història
L'església de Dartlo és una església de tipus saló (12,5 x 8,5 m). Va ser reconstruïda amb gres durant el segle xix. L'estructura de l'església està molt danyada en l'actualitat. L'entrada, una porta rectangular, es troba a l'oest. A la paret n'hi ha una àmplia i alta finestra rectangular. Una altra finestra tallada al centre de la paret sud de l'església és relativament baixa. A la paret sud hi ha dos parells de pilastres, amb arcs cecs incrustats.